# حصار مسعدة

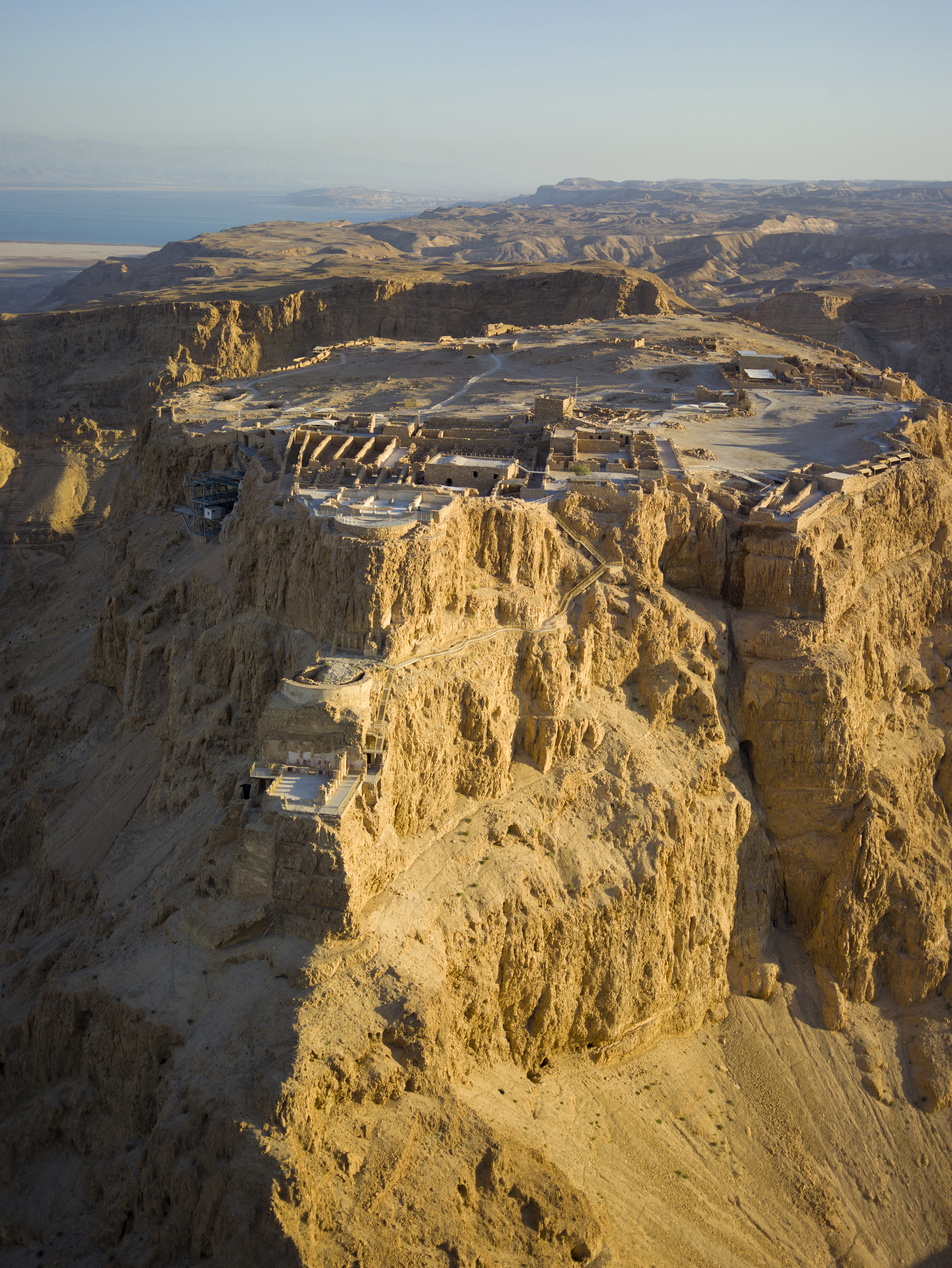
صورة جوية من مسادا في فلسطين

حصار مسعدة  أو حصار مسادا (بالعبرية:מצדה) ، حصار في الثورة اليهودية الكبرى في جبل مسعدة خلال عام 73 أو سنة 74 بعد الميلاد، حين كانت القوات الرومانية حاصرت التواجد اليهودي والذي بلغ عدد جيش الروم حوالي 10 آلاف جندي أما اليهود لم يكن سوى 967 محاصرًا. فقتل جيمع اليهود وقبضوا على 7 من اليهود الذين بقوا على قيد الحياة.

## المصدر
1. ↑  "Dating the Siege of Masada" [en]. مؤرشف من الأصل في 2020-06-04. اطلع عليه بتاريخ 2020-03-16.